# NGC 3293
NGC 3293 is een open sterrenhoop in het sterrenbeeld Kiel. Het hemelobject ligt ongeveer 9000 lichtjaar van de Aarde verwijderd en werd in 1751 ontdekt door de Franse astronoom Nicolas Louis de Lacaille.

## Synoniemen
- OCL 816
- ESO 128-SC5